# Antoine Kambanda
Antoine Kambanda (Nyamata, 10. studenoga 1958.) ruandski je prelat Katoličke Crkve koji je od 2019. nadbiskup Kigalija. Bio je biskup Kibunga od 2013. do 2018. godine.
Papa Franjo ga je 28. studenoga 2020. povisio u rang kardinala, čime je postao prvi kardinal iz Ruande.
U listopadu 2021. papa Franjo imenovao je kardinala Kambandu članom Kongregacije za katolički odgoj.